# Antti Aalto (Eishockeyspieler)
Antti Sami Aalto (* 4. März 1975 in Lappeenranta) ist ein ehemaliger finnischer Eishockeyspieler, der in seiner aktiven Karriere von 1991 bis 2006 unter anderem für die Mighty Ducks of Anaheim in der National Hockey League gespielt hat.

## Karriere
Antti Aalto begann seine Karriere als Eishockeyspieler in seiner Heimatstadt bei SaiPa Lappeenranta, für die er von 1991 bis 1993 in der I-divisioona aktiv war. Anschließend wurde er im NHL Entry Draft 1993 in der sechsten Runde als insgesamt 134. Spieler von den Mighty Ducks of Anaheim ausgewählt. Zunächst spielte er jedoch vier Jahre lang für TPS Turku in der SM-liiga, mit dem er 1995 erstmals Finnischer Meister, sowie 1994, 1996 und 1997 Vizemeister wurde. Zudem gewann der Angreifer mit seiner Mannschaft 1994 den Europapokal sowie 1997 die European Hockey League.
In der Saison 1997/98 gab Aalto schließlich sein Debüt für die Mighty Ducks of Anaheim in der National Hockey League, für die er in den folgenden vier Spielzeiten ebenso auf dem Eis stand, wie für deren Farmteam, die Cincinnati Mighty Ducks aus der American Hockey League. Im Sommer 2001 kehrte der Linksschütze in seine finnische Heimat zurück, wo er einen Vertrag bei Jokerit Helsinki erhielt, mit dem er in der Saison 2001/02 Meister wurde, sowie 2003 den IIHF Continental Cup gewann. Nach zwei Jahren bei Jokerit wurde Aalto von seinem Ex-Klub TPS Turku verpflichtet, mit dem er in der Saison 2003/04 ein weiteres Mal Vizemeister wurde, und bei dem er im Sommer 2006 seine Karriere beendete.

### International

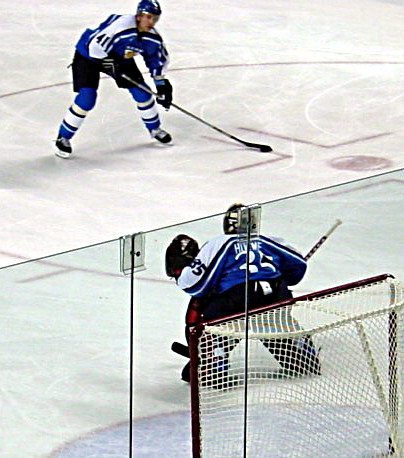
Jani Hurme (vorn) und Antti Aalto bei den Olympischen Winterspielen 2002

Für Finnland nahm Aalto an den U20-Junioren-Weltmeisterschaften 1994 und 1995, sowie den Weltmeisterschaften 1997, 2000 und 2002 teil. Des Weiteren stand er im Aufgebot Finnlands bei den Olympischen Winterspielen 2002 in Salt Lake City.

## Erfolge und Auszeichnungen
| - 1994 Gewinn des Europapokals mit TPS Turku - 1994 Finnischer Vizemeister mit TPS Turku - 1995 Finnischer Meister mit TPS Turku - 1996 Finnischer Vizemeister mit TPS Turku - 1997 Gewinn der European Hockey League mit TPS Turku - 1997 All-Star-Team der European Hockey League | - 1997 Finnischer Vizemeister mit TPS Turku - 2002 Finnischer Meister mit Jokerit Helsinki - 2003 IIHF-Continental-Cup-Gewinn mit Jokerit Helsinki - 2004 Finnischer Vizemeister mit TPS Turku |

### International
- 2000 Bronzemedaille bei der Weltmeisterschaft

## Karrierestatistik
(Legende zur Spielerstatistik: Sp oder GP = absolvierte Spiele; T oder G = erzielte Tore; V oder A = erzielte Assists; Pkt oder Pts = erzielte Scorerpunkte; SM oder PIM = erhaltene Strafminuten; +/− = Plus/Minus-Bilanz; PP = erzielte Überzahltore; SH = erzielte Unterzahltore; GW = erzielte Siegtore; 1 Play-downs/Relegation; Kursiv: Statistik nicht vollständig)